# Senador Melo Viana
Senador Melo Viana es un distrito del municipio brasileño de Coronel Fabriciano, en el interior del estado de Minas Gerais. Según el Instituto Brasileiro de Geografia e Estatística (IBGE), su población en 2010 fue de 55.013 habitantes, que abarca un área de 46,88 km². Cubre la parte norte de la zona urbana municipal y corresponde a la zona más poblada de la ciudad, abarcando 53% de los habitantes del municipio.
Fue fundado el 7 de septiembre de 1923. Oficializado en la ley del estado de Minas Gerais nº 2.764, el 30 de diciembre de 1962, y su desarrollo es debido al comercio.

## Fotos

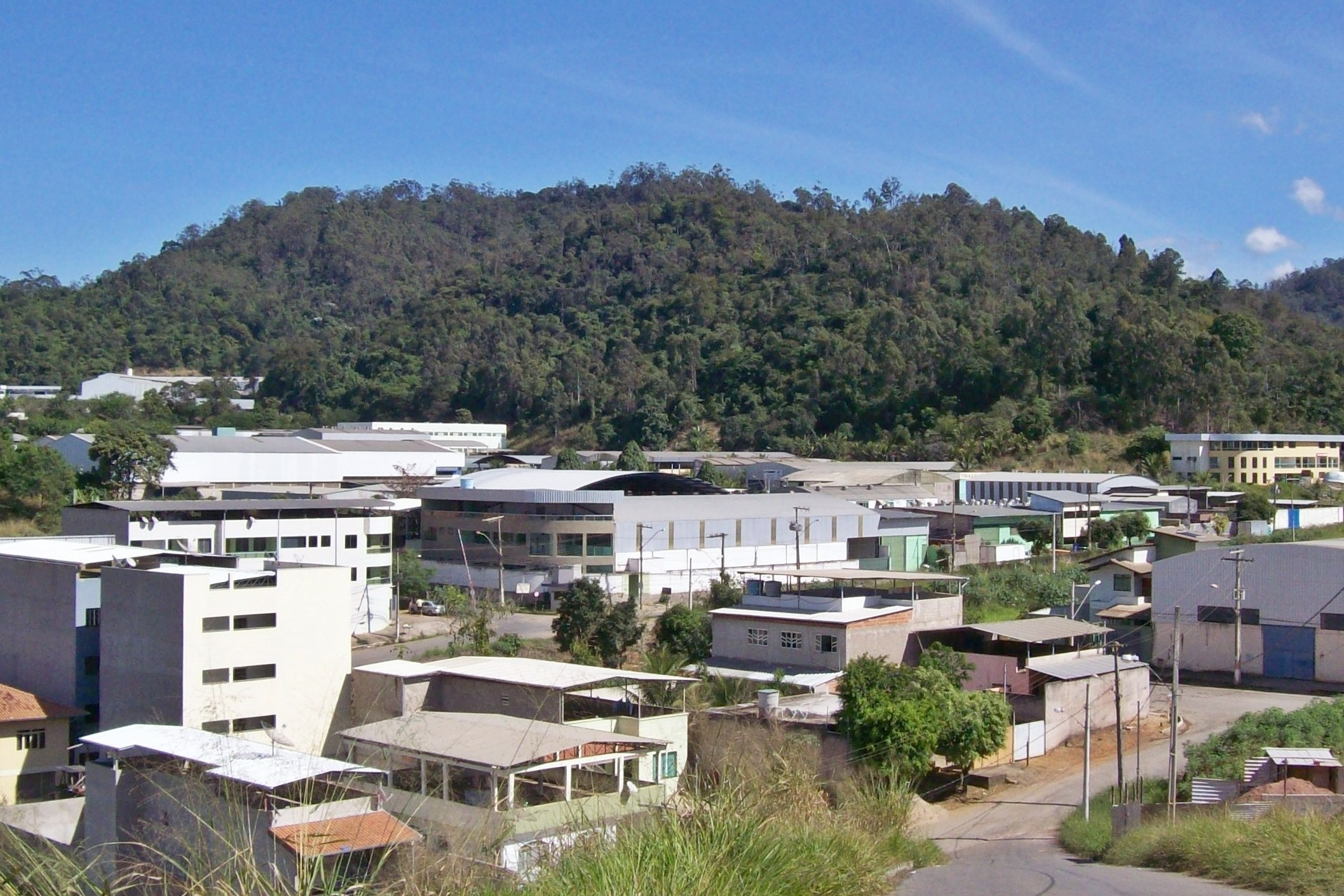
Distrito Industrial
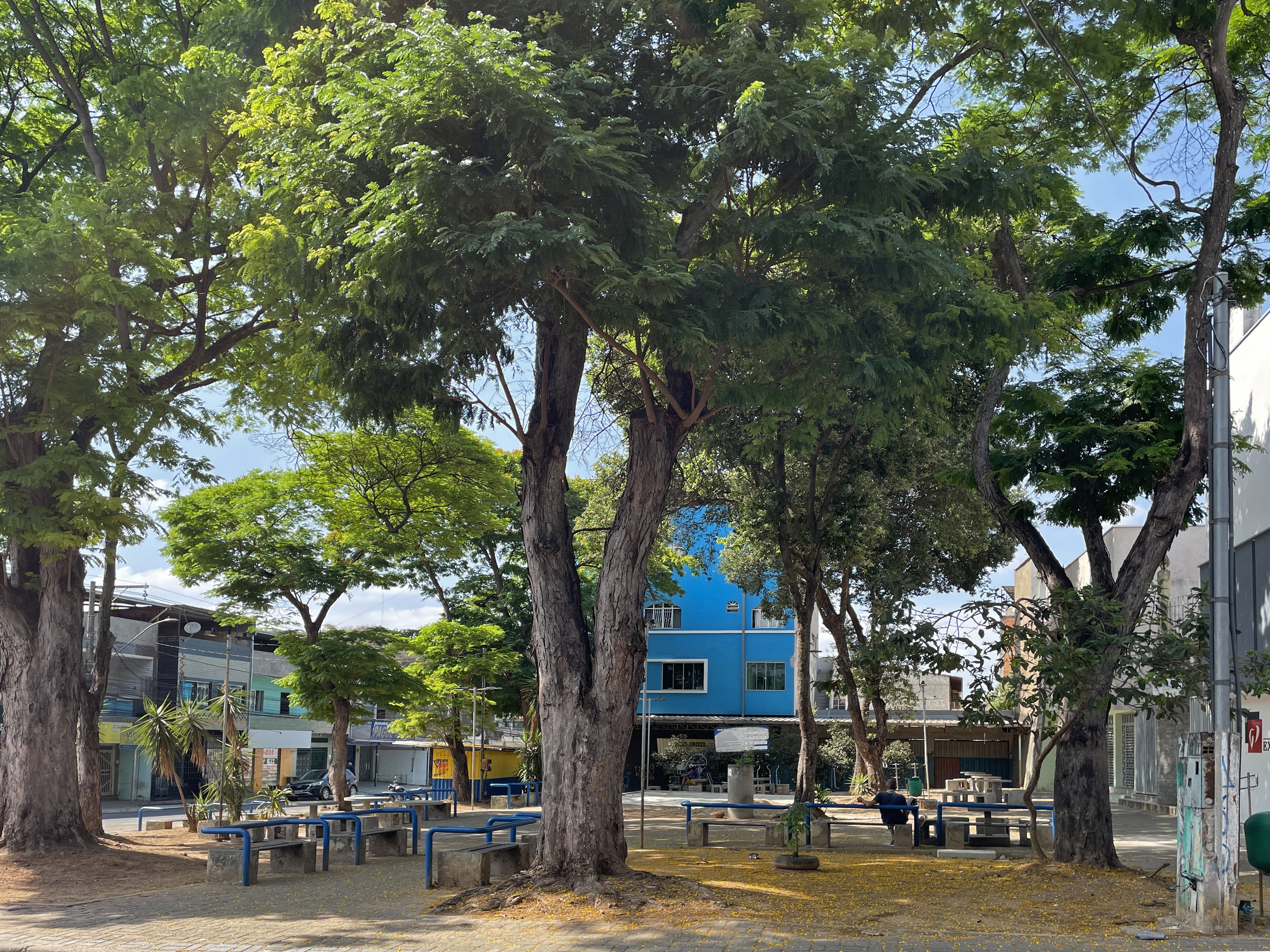
Plaza Josino Bhering, barrio Melo Viana.
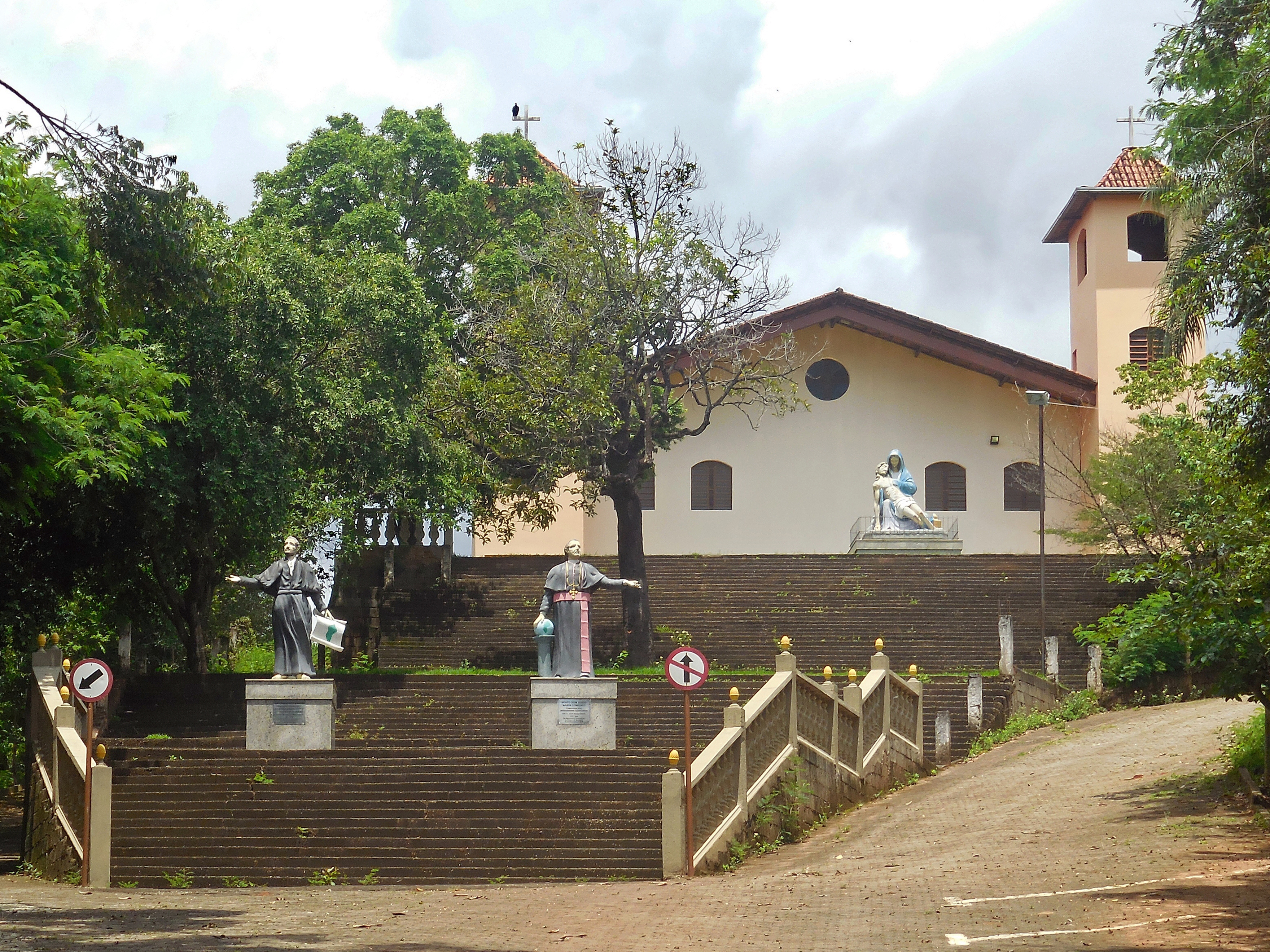
Santuario de Nuestra Señora de la Piedad